# Střety u Michelbachu
Střety u Michelbachu byly první střety, kterých se účastnil 21. československý střelecký pluk (legionářský) na relativně klidné frontě v Alsasku. Během střetů v červenci, srpnu a září 1918 prováděl pluk úspěšné průzkumné akce a přepady německých linií.

## Střety
Po přísaze v Darney byl 21. československý střelecký pluk přesunut na klidnější úsek fronty v kreuzwaldském lese a v Aspach-le-Haut u Michelbachu na úpatí Vogéz, kde si měli dobrovolníci zvykat na frontový život. Ze začátku docházelo pouze k malým střetům, většinou dělostřeleckým. Jeden takový střet se stal 16. července, kdy hlídka poručíka Lexy zahnala na ústup silnější německý oddíl. Postupem času se činnost obou stran zvyšovala, což bylo zvýrazněno i faktem, že německé velitelství na tento úsek fronty přesunulo několik baterií dělostřelectva.

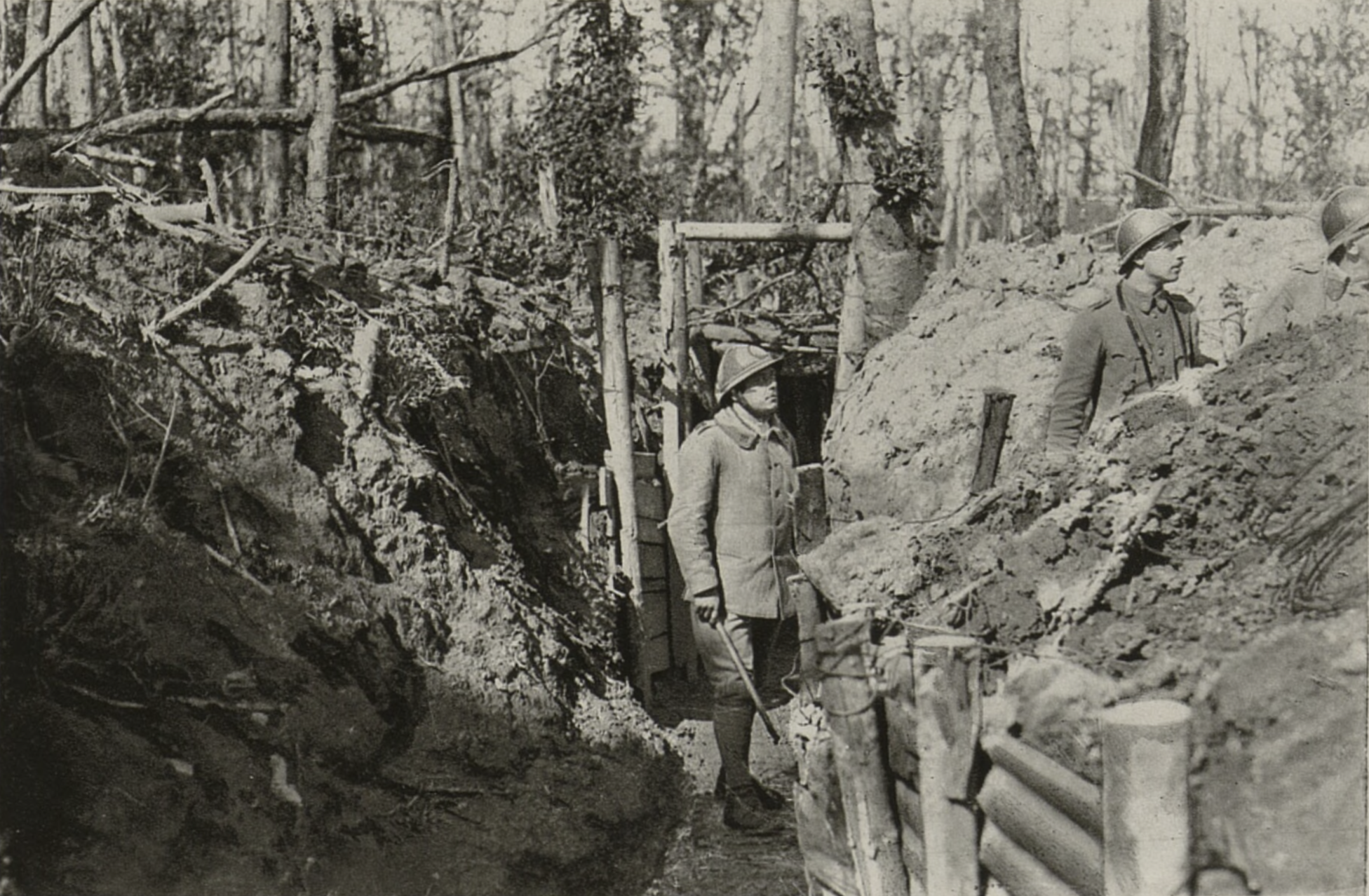
Českoslovenští vojáci v zákopech v lese Kreutzwald

V noci z 12. na 13. srpna 1918 to vyvrcholilo důkladným německým ostřelováním a útokem na československé pozice v prostoru Kreuzwaldu. Německý útok se však zhroutil ještě před dosažením československých zákopů a skončil neúspěchem. Odpovědí na tento útok byl přepad v Aspach-le-Bas, jenž byl proveden v noci z 19. na 20. srpna. Úkolu se zhostilo sedmdesát mužů pod vedením poručíka Václava Pána. Skupina byla rozdělena na dvě části; po desetiminutové dělostřelecké přípravě překonaly jednotky 300 metrů země nikoho, pronikly do německých zákopů a zmocnily se dvou zajatců. Čechoslováci sami přitom neutrpěli žádné ztráty. Následně se z klidného úseku stal neklidný úsek, Němci odpovídali bombardováním československých zákopů, často i za použití plynových granátů. Obzvlášť velké ztráty způsobil německý dělostřelecký přepad ze 14. a 15. září, během něhož utrpěl 21. československý střelecký pluk první vážné ztráty.
Střety skončily až 16. září, kdy byla jednotka přesunuta do oblasti Champagne. Dobové prameny mluví o 46 mrtvých.